# Liste der Biografien/Fischer, E
Liste der Biografien |
Portal Biografien |
E Personensuche
# |
A |
B |
C |
D |
E |
F |
G |
H |
I |
J |
K |
L |
M |
N |
O |
P |
Q |
R |
S |
T |
U |
V |
W |
X |
Y |
Z |
?
 
Fa |
Fe |
Ff |
Fh |
Fi |
Fj |
Fk |
Fl |
Fm |
Fn |
Fo |
Fr |
Ft |
Fu |
Fy
 
Fia |
Fib |
Fic |
Fid |
Fie |
Fif |
Fig |
Fih |
Fii |
Fij |
Fik |
Fil |
Fim |
Fin |
Fio |
Fip |
Fiq |
Fir |
Fis |
Fit |
Fiu |
Fiv |
Fix |
Fiz
 
Fisa |
Fisb |
Fisc |
Fise |
Fish |
Fisi |
Fisk |
Fisl |
Fism |
Fiso |
Fisq |
Fiss |
Fist |
Fisu |
Fisz
 
Fisce |
Fisch |
Fiscu
 
Fischa |
Fischb |
Fischd |
Fische |
Fischg |
Fischh |
Fischi |
Fischl |
Fischm |
Fischn |
Fischo |
Fischt
 
Fisched |
Fischel |
Fischen |
Fischer |
Fischet
 
Fischer, A |
Fischer, B |
Fischer, C |
Fischer, D |
Fischer, E |
Fischer, F |
Fischer, G |
Fischer, H |
Fischer, I |
Fischer, J |
Fischer, K |
Fischer, L |
Fischer, M |
Fischer, N |
Fischer, O |
Fischer, P |
Fischer, R |
Fischer, S |
Fischer, T |
Fischer, U |
Fischer, V |
Fischer, W |
Fischer, X |
Fischer, Y |
Fischer, Z |
Fischera |
Fischerk |
Fischerm |
Fischern |
Fischero
Die Liste der Biografien führt alle Personen auf, die in der deutschsprachigen Wikipedia einen Artikel haben. Dieses ist eine Teilliste mit 82 Einträgen von Personen, deren Namen mit den Buchstaben „Fischer, E“ beginnt.

## Fischer, E
- Fischer, E. Kurt (1892–1964), deutscher Rundfunkredakteur und Medienwissenschaftler

### Fischer, Eb
- Fischer, Eberhard (1935–2020), deutscher Fußballspieler
- Fischer, Eberhard (* 1941), deutscher Ethnologe
- Fischer, Eberhard (* 1943), deutscher Politiker (SPD), MdL
- Fischer, Eberhard (* 1961), deutscher Botaniker und Biodiversitätsforscher

### Fischer, Ec
- Fischer, Eckart (* 1942), deutscher Brigadegeneral der Bundeswehr
- Fischer, Eckhard (* 1953), deutscher Fußballspieler
- Fischer, Eckhard (* 1959), deutscher Geiger, Dirigent und Hochschullehrer

### Fischer, Ed
- Fischer, Edda (* 1969), deutsche Schauspielerin
- Fischer, Eddy (1916–1992), deutscher Theater- und Kostümplastiker
- Fischer, Edith (* 1935), chilenische klassische Pianistin
- Fischer, Edmond Henri (1920–2021), schweizerisch-amerikanischer BiochemikerEdmond Henri Fischer (1920–2021)

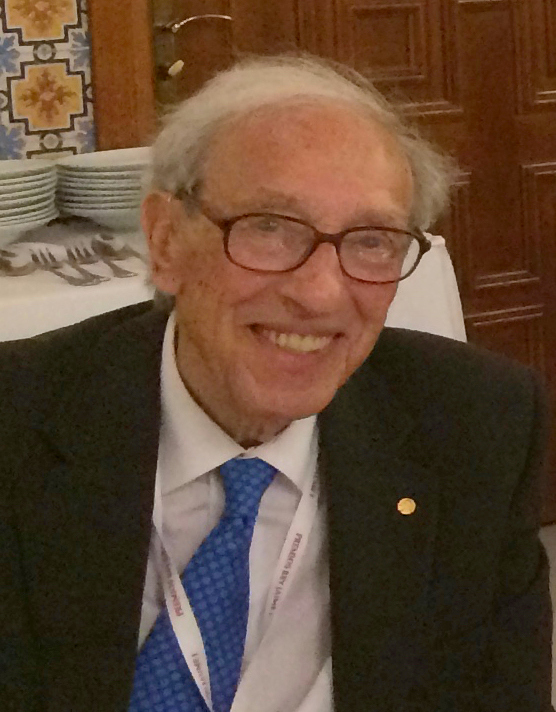
Edmond Henri Fischer (1920–2021)

- Fischer, Edmund (1864–1925), deutscher Holzbildhauer, Redakteur und Politiker (SPD), MdR
- Fischer, Eduard (1846–1933), österreichischer Prediger und Jesuitenpater
- Fischer, Eduard (1861–1939), Schweizer Botaniker
- Fischer, Eduard (1862–1935), österreich-ungarischer Generalmajor und Schriftsteller
- Fischer, Eduard (1868–1951), österreichischer Unternehmer, Mitbegründer der Österreichischen Daimler-Motoren-Gesellschaft
- Fischer, Eduard (1896–1981), Schweizer Schriftsteller und Historiker
- Fischer, Eduard (1901–1945), deutscher römisch-katholischer Geistlicher und Märtyrer
- Fischer, Edwin (1873–1947), US-amerikanischer Tennisspieler
- Fischer, Edwin (1886–1960), Schweizer Pianist
- Fischer, Edwin O. (1957–2025), österreichischer Betriebswirtschaftler und Hochschullehrer

### Fischer, El
- Fischer, Elena (* 1987), deutsche Buchautorin
- Fischer, Elmar (1936–2022), österreichischer Geistlicher, Bischof des Bistums Feldkirch
- Fischer, Elmar (* 1968), deutscher Regisseur
- Fischer, Elvira (* 1954), deutsche Leichtathletin

### Fischer, Em
- Fischer, Emanuel Friedrich von (1786–1870), Politiker
- Fischer, Emil (1838–1914), deutscher Opernsänger
- Fischer, Emil (1852–1919), deutscher Chemiker und NobelpreisträgerEmil Fischer (1852–1919)

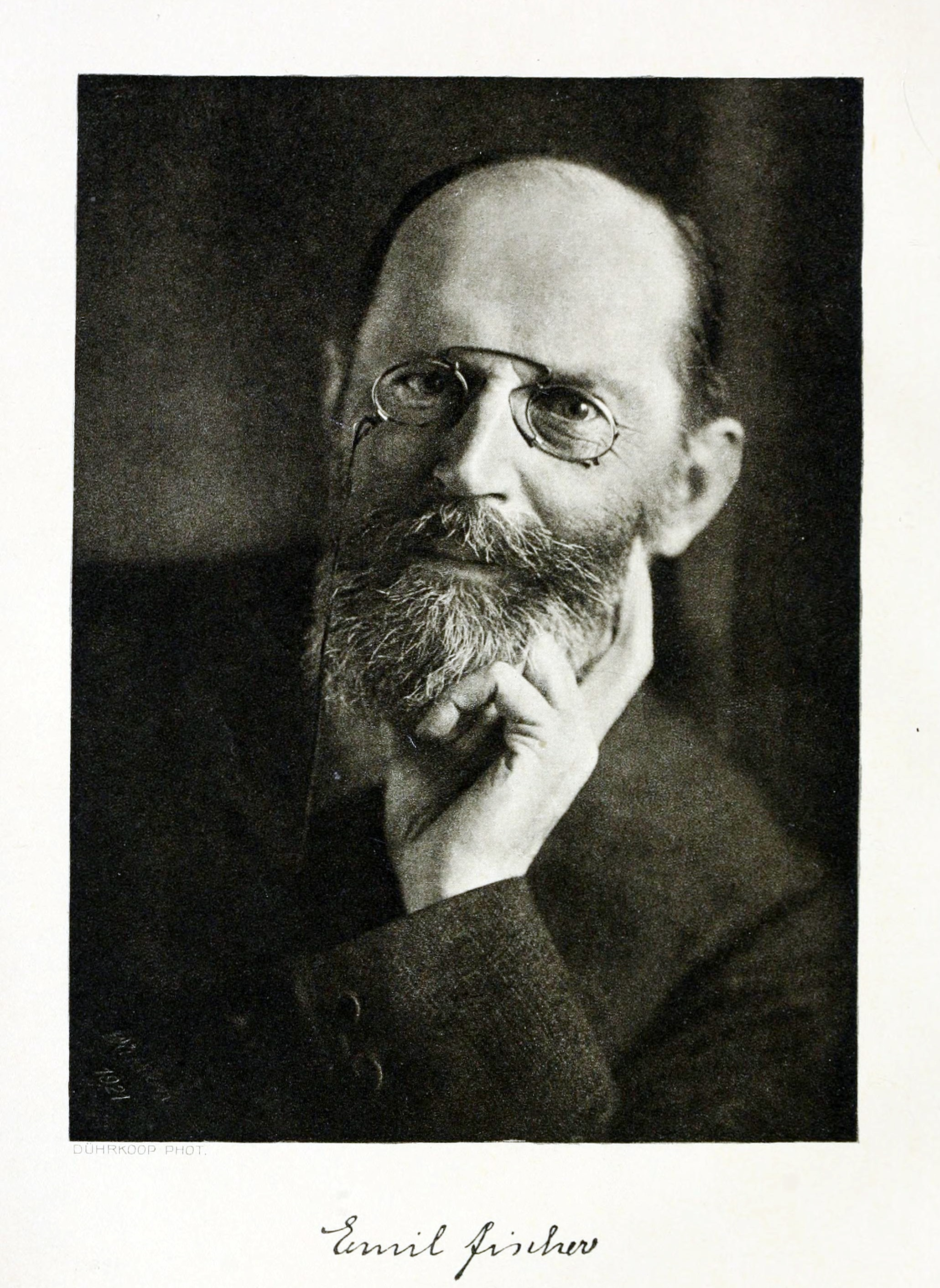
Emil Fischer (1852–1919)

- Fischer, Emil (1868–1954), Schweizer Entomologe
- Fischer, Emil (1883–1956), deutscher Politiker (NSDAP, Deutschsozialistische Partei)
- Fischer, Emil von (1831–1912), preußischer General der Infanterie

### Fischer, En
- Fischer, Engelbert Lorenz (1845–1923), deutscher katholischer Theologe, Philosoph und Autor

### Fischer, Er
- Fischer, Erdmann Rudolf (1687–1776), deutscher lutherischer Theologe
- Fischer, Erhard (1922–1996), deutscher Musiktheaterregisseur
- Fischer, Erhard (1930–2016), deutscher Architekt
- Fischer, Erhard (* 1952), deutscher Pädagoge
- Fischer, Erhard W. (1929–2011), deutscher Physiker
- Fischer, Erica (* 1943), österreichische Schriftstellerin, Journalistin und ÜbersetzerinErica Fischer (* 1943)

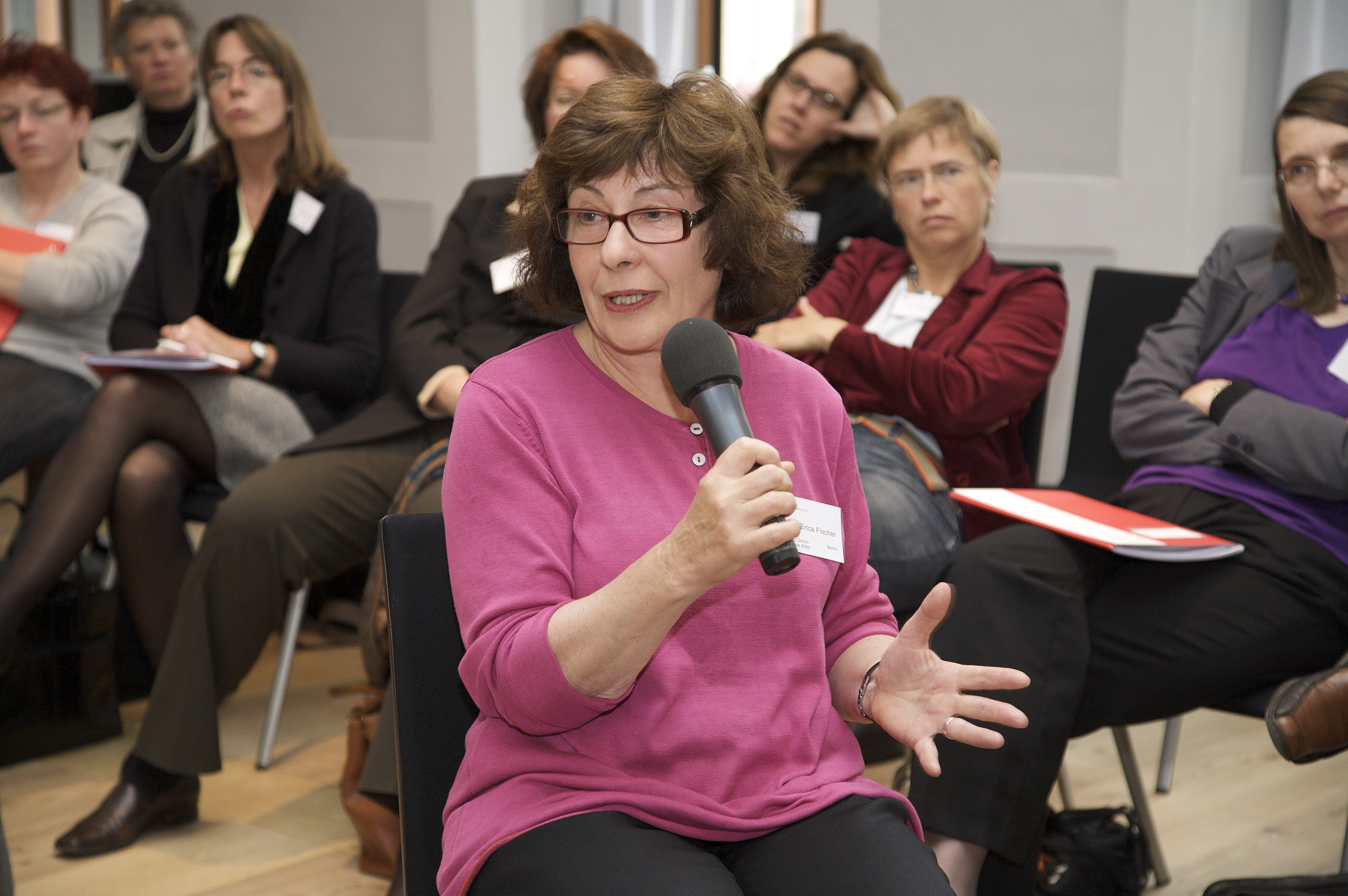
Erica Fischer (* 1943)

- Fischer, Erich (1887–1977), Schweizer Musikwissenschaftler sowie Komponist
- Fischer, Erich (1908–1994), deutscher Journalist
- Fischer, Erich (1909–1990), deutscher Fußballspieler
- Fischer, Erich (1910–1969), deutscher Physiker
- Fischer, Erich (* 1955), Schweizer Jazz- und Volksmusiker
- Fischer, Erich (* 1966), US-amerikanischer Wasserballspieler
- Fischer, Erik (* 1948), deutscher Musikwissenschaftler
- Fischer, Ernest (1882–1963), Schweizer Politiker (FDP)
- Fischer, Ernst (1815–1874), deutscher Porzellan-, Genre- und Porträtmaler, Lithograf und Radierer
- Fischer, Ernst (1891–1978), österreichischer Kaufmann und Politiker
- Fischer, Ernst (1892–1976), deutscher Verwaltungsjurist und Landrat
- Fischer, Ernst (1894–1967), deutscher Marineoffizier und ehrenamtliches Mitglied des Volksgerichtshofs
- Fischer, Ernst (1896–1981), deutsch-amerikanischer Physiologe
- Fischer, Ernst (1899–1972), österreichischer Schriftsteller und Politiker (KPÖ), Abgeordneter zum NationalratErnst Fischer (1899–1972)

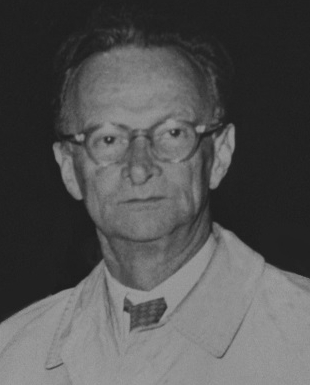
Ernst Fischer (1899–1972)

- Fischer, Ernst (1900–1975), deutscher Komponist
- Fischer, Ernst (1903–1983), deutscher evangelisch-lutherischer Pastor und Landessuperintendent
- Fischer, Ernst (1910–2006), deutscher Ingenieur, Erfinder und Heimatforscher
- Fischer, Ernst (1934–2019), deutscher Politiker (CDU)
- Fischer, Ernst (1942–2016), deutscher Zeitungsjournalist
- Fischer, Ernst (* 1951), österreichisch-deutscher Hochschullehrer, Germanist und Professor für Buchwissenschaft
- Fischer, Ernst August, deutscher Fotograf und Verleger von Ansichtskarten
- Fischer, Ernst Friedrich Gerhard (1806–1862), deutscher Musikdirektor, Pianist und Komponist
- Fischer, Ernst Gottfried (1754–1831), deutscher Chemiker, Mathematiker und Physiker
- Fischer, Ernst Maria (1907–1939), deutscher Maler
- Fischer, Ernst Otto (1918–2007), deutscher Chemiker
- Fischer, Ernst Peter, deutscher Diplomat
- Fischer, Ernst Peter (* 1947), deutscher Wissenschaftspublizist und WissenschaftshistorikerErnst Peter Fischer (* 1947)

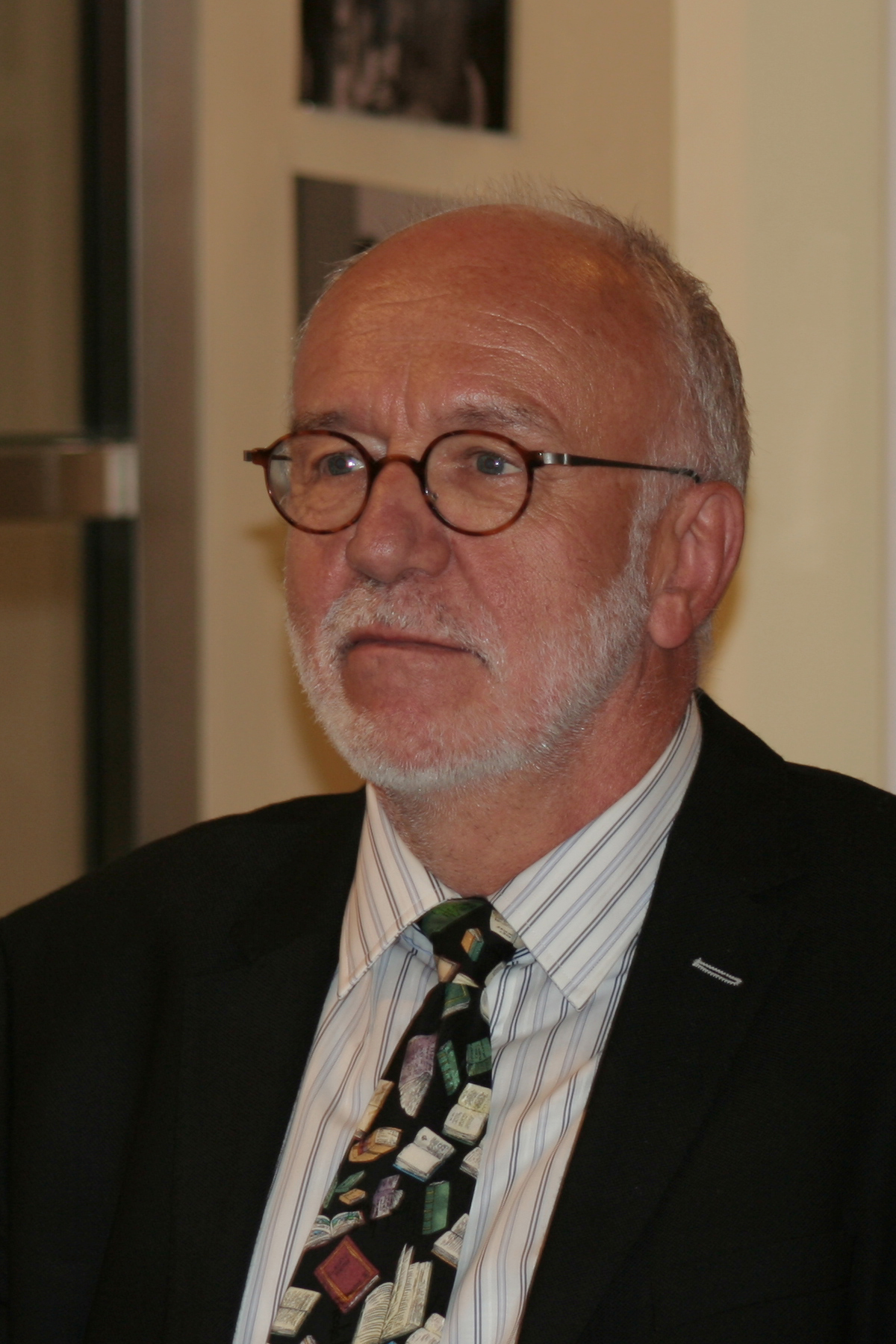
Ernst Peter Fischer (* 1947)

- Fischer, Ernst Rudolf (1897–1965), deutscher Wehrwirtschaftsführer und Ministerialbeamter
- Fischer, Ernst Sigismund (1875–1954), österreichischer Mathematiker
- Fischer, Ervin, estnischer Fußballspieler
- Fischer, Erwin (1904–1996), deutscher Jurist
- Fischer, Erwin (1907–1942), deutscher kommunistischer Funktionär
- Fischer, Erwin (1939–2015), österreichischer Fernsehjournalist, Moderator und Sendungsgestalter

### Fischer, Eu
- Fischer, Eugen (1854–1917), deutscher Chemiker und Fabrikant
- Fischer, Eugen (1874–1967), deutscher Mediziner, Anthropologe und Rassenhygieniker
- Fischer, Eugen (1899–1973), deutscher Geologe und Historiker
- Fischer, Eugen (1909–1984), deutscher römisch-katholischer Theologe
- Fischer, Eugen (1919–2010), deutscher Fußballspieler

### Fischer, Ev
- Fischer, Eva (1951–2023), österreichische Autorin und Künstlerin
- Fischer, Evelin (* 1948), deutsche Politikerin (SPD), MdB
- Fischer, Eveline (* 1969), britische Videospielmusik-Komponistin
- Fischer, Evelyn, deutsche Journalistin
- Fischer, Evelyn (* 1964), deutsche Sängerin, Moderatorin und Professorin